# Victor Sjöholm
Nicklas Gustav Victor Sjöholm, född 8 juli 2003 i Jönköping, är en svensk professionell ishockeyspelare som i början av 2020-talet spelade för HV71 i Allsvenskan och SHL.
Jul-, nyårs- och trettonhelgen 2022–2023 spelade han för Sveriges herrjuniorlandslag vid juniorernas världsmästerskap i Kanada. I början av april 2025 stod det klart att han lämnar HV71. Den 13 maj samma år presenterades han för TPS i FM-ligan.

## Klubbar
- HV71 (2021–)
- →  Tranås AIF (lån 2020–2021)
- →  HC Dalen (lån 2021–2022)
- →  Södertälje SK (lån 2022)